# ده خدا (دوراهان)
ده خدا (بالفارسية: ده خدا) هي قرية تقع في إيران في قسم درواهان الريفي. يقدر عدد سكانها بـ 70 نسمة بحسب إحصاء 2016.